# Hermann Schweppenhäuser
Hermann Schweppenhäuser (12 de marzo de 1928 - 8 de abril de 2015) fue un filósofo alemán. Fue profesor emérito de Filosofía de la Universidad Johann Wolfgang Goethe de Fráncfort del Meno, y coeditor, con Rolf Tiedemann, de las Obras completas de Walter Benjamin.
Fue miembro de la segunda generación de la Escuela de Fráncfort y participó en el famoso Gruppenexperiment.

### Obras
- "Verbotene Frucht. Aphorismen und Fragmente" o "Fruta prohibida. Aforismos y Fragmentos" por Suhrkamp, Frankfurt del Meno 1967

- "Studien über die Heideggersche Sprachtheorie" o "Estudios sobre la teoría del lenguaje de Heidegger" por Kohlhammer, Stuttgart 1958; Texto de edición y crítica, Munich 1988